# La Tour-de-Trême
La Tour-de-Trême (La Toua  en patois fribourgeois) est une localité de la commune suisse de Bulle dans le canton de Fribourg. Elle est la ville de naissance de Pierre-Nicolas Chenaux. Lors des votations du 26 septembre 2004, les habitants ont accepté la fusion qui est entrée en vigueur le 1er janvier 2006.

## Géographie
Le village se situe au sud-est de la ville de Bulle, en direction de la vallée de l'Intyamon. En fait, ce qui distingue la Tour-de-Trême de Bulle, c'est la rivière nommée la Trême, affluent de la Sarine. Sa superficie est de 11,42 km2 et sa population de 5 031 habitants (2018).

### Accès
On peut atteindre facilement le village depuis l'A12, sortie Bulle et ensuite par la H189. On peut aussi y accéder en train depuis Palézieux ou Romont, arrêts sur les lignes ferroviaires CFF InterRégio, correspondance avec les chemins de fer TPF. Arrivé à Bulle, plusieurs lignes de bus atteignent le village, notamment le réseau urbain "Mobul", ainsi que les bus en direction de Charmey-Jaun-Boltigen, Moléson-sur-Gruyères, Grandvillard, Corbières, La Roche et Fribourg. Les lignes ferroviaires en direction de Broc et en direction de Montbovon desservent elles aussi le village.

## Histoire

Photo aérienne (1964)

Le site sur lequel se dresse actuellement le village de La Tour-de-Trême est occupé depuis la préhistoire comme le montrent les différentes découvertes archéologiques mises à jour et datant du Mésolithique, du Bronze ancien, du Bronze final ou encore de la civilisation de Hallstatt. Plus tard, au Moyen Âge, le bourg, alors fortifié, est fondé par les comtes de Gruyère au côté d'un château détruit en 1349. En 1336, une châtellenie de la Tour-de-Trème (comprenant également les hameaux attenants) est rattachée aux possessions de la famille de Gruyère, puis rejoint le bailliage de Gruyère en 1555. Devenue une commune indépendante en 1798, La Tour de Trème fait partie du district de Bulle jusqu'en 1847, puis de celui de la Gruyère.

## Population et société

### Gentilé et surnoms
Les habitants de la localité se nomment les Tourains.
Ils sont surnommés les Grenouillards et les Bots, soit les crapauds en patois fribourgeois.

## Patrimoine bâti
La tour du château (seul vestige restant) ainsi que l'église Saint-Joseph sont inscrites comme biens culturels d'importance régionale.

## Héraldique
| Blason | Blasonnement : « De gueules à la tour d'argent posée sur un mont à trois coupeaux d'or et surmontée d'une étoile du second en chef. » |

## Personnalités
- Jules Corboz, né Julien Corboz (1822 -1900), sculpteur ornemaniste né à La Tour-de-Trême ayant travaillé en France.
- Cyprien Ruffieux, dit Tobi di j'èlyudzo (1859-1940), instituteur et poète suisse décédé à La Tour-de-Trême.